# Carbonera (la Torre de Cabdella)
Carbonera, Estanys de Carbonera o Carboneres és un conjunt de llacs glacials entre els 2.424 i els 2.536 m. d'altitud, a la capçalera de la Vall Fosca, al Pallars Jussà, al sud-est de l'Estany Morto, en el terme municipal de la Torre de Cabdella. L'anomenat Carbonera és l'inferior, a prop de l'Estany Morto. Des d'ell, els Estanys de Carbonera o Carboneres es van enfilant cap al sud-est, i són subsidiaris del primer. Pertany al grup de vint-i-sis llacs d'origen glacial de la capçalera del Flamisell, interconnectats subterràniament i per superfície entre ells i amb l'Estany Gento com a regulador del sistema. Rep les aigües de la muntanya, dels Estanys de la Montanyeta, al nord-est, de l'Estany de Carbonera, a l'est, i dels Estanys de Carboneres al sud-est. S'aboca a l'Estany de Castieso.